# Dmitrij Nevmeržicki
Dmitrij Nevmeržicki (rusko Дмитрий Невмержицкий), ruski lokostrelec, * 27. februar 1975.
Nevmeržicki je sodeloval na lokostrelskem delu poletnih olimpijskih igrah leta 2004, kjer je osvojil 53. mesto v posamezni konkurenci.